# 义堂站 (石家庄)
义堂站是石家庄地铁2号线的地铁车站，位于中华人民共和国河北省石家庄市长安区建设北大街与丰收路交叉口，于2020年8月26日开通。

## 车站结构
义堂站位于建设北大街与丰收路交叉口，沿建设北大街呈南北向布置，为地下两层岛式站台车站，车站长180米，标准段宽21.1米，车站地下一层为站厅层，地下二层为站台层，站台设置全高站台门。
| 地面              | 出入口 | A、B、C、D1、D2出入口                                                                                            |
| 地下一层          | 站厅   | 客服中心、自动售票机、验票机                                                                                     |
| 地下二层          | 站台   | \| \| \| █ 2号线往柳辛庄（庄窠·铁道大学） \| \| 島式 · 開左邊车门 \| \| \| \| \| \| █ 2号线往嘉华路（建和桥） \| |
|                   |        | █ 2号线往柳辛庄（庄窠·铁道大学）                                                                                 |
| 島式 · 開左邊车门 |        | |
|                   |        | █ 2号线往嘉华路（建和桥）                                                                                        |

## 车站出口
义堂站共有5个出入口，各出口及周围设施如下所示：
| 出口编号                             | 照片 | 地点                               | 可到达目的地         |
| ------------------------------------ | ---- | ---------------------------------- | -------------------- |
| 出口 · A · 升降机标志 · 扶手电梯标志 |      | 建设北大街（东侧），丰收路（北侧） | 天河园小区，沿西小区 |
| 出口 · B · 扶手电梯标志              |      | 建设北大街（东侧），丰收路（南侧） | 石家庄市交通技工学校 |
| 出口 · C · 扶手电梯标志              |      | 建设北大街（西侧），丰收路（南侧） | 石家庄明进中学       |
| 出口 · D · 1 · 扶手电梯标志          |      | 胜利北街（西侧）                   | 义堂小区             |
| 出口 · D · 2                         |      | 胜利北街（东侧）                   | 浙江大酒店           |
| 註： 設有 \| 設有扶手電梯            |      |                                    |                      |

## 接驳交通

### 公交车
- 建设丰收路口：2路，23路，41路，63路，64路，73路，112路，131路

## 历史
车站建设时期工程名为运河桥站，开通前确定以义堂站作为车站正式名称。
- 2018年11月10日，车站主体结构封顶。
- 2020年8月26日，本站随2号线通车一同开通[1]。
- 2021年1月9日，受新冠疫情影响，车站暂停运营[4]。2月19日，车站恢复运营[5]。
- 2022年8月28日，受新冠疫情影响，车站暂停运营[6]。9月6日，车站恢复运营[7]。
- 2023年2月22日，车站D1、D2出入口启用[8]。